# 붉은털과
붉은털과(Erythrotrichiaceae)는 콤프소포곤강 붉은털목에 속하는 홍조류과의 하나이다. 10속 62종으로 이루어져 있다. 붉은털(Erythrotrichia carnea)  등을 포함하고 있다.

## 하위 속
- Chlidophyllon
- Erythrocladia
- Erythropeltis
- Erythrotrichia
- Membranella
- Porphyropsis
- Porphyrostromium
- Pyrophyllon
- Sahlingia
- Smithora